# بيبا بيج
بيبا بيج (بالإنجليزية: Peppa Pig)‏ هو مسلسل رسوم متحركة تلفزيوني بريطاني لمرحلة ما قبل المدرسة من إخراج وإنتاج أشيلي بيكر ديفيز بالتعاون مع إنتيرتيمنت ون ونيكجونيور. والقناة 5 البريطانية. يدور العرض حول بيبا، أنثى خنزير مجسم، وعائلتها وأقرانها. تم بث البرنامج في الأصل في 31 مايو 2004، وكان هناك ستة مسلسلات اعتبارًا من عام 2019، بدأ آخرها البث في فبراير 2019 في المملكة المتحدة. المسلسل معروض في 180 منطقة بما في ذلك المملكة المتحدة والولايات المتحدة. تم بث برامج إعادة التشغيل على قناة نيكجونيور من 25 ديسمبر 2017 إلى 4 فبراير 2019.
في 31 ديسمبر 2019، هاسبرو استحوذت على إنتيرتينمنت ون، بما في ذلك حق سلسلة بيبا بيج، صفقة 3.8 مليار دولار أمريكي.
في 31 يناير 2020، أعلنت هارلي بيرد أنها ستتنحى عن دور بيبا بيج.

## روابط خارجية
- بيبا بيج على موقع IMDb (الإنجليزية)
- بيبا بيج على موقع روتن توميتوز (الإنجليزية)
- بيبا بيج على موقع نتفليكس (الإنجليزية)
- بيبا بيج على موقع ميوزك برينز (الإنجليزية)
- بيبا بيج على موقع كينوبويسك (الروسية)
- بيبا بيج على موقع ألو سيني (الفرنسية)
- بيبا بيج على موقع قاعدة بيانات الفيلم (الإنجليزية)

- الموقع الرسمي
- بيبا بيج  في قاعدة بيانات الأفلام على الإنترنت (بالإنجليزية)